# L'Assassinat des enfants d'Édouard
L'Assassinat des enfants d'Édouard est un tableau peint par Theodor Hildebrandt en 1835.
Il est conservé au Musée national de Poznań. En 2014, le tableau est prêté au musée des beaux-arts de Lyon dans le cadre de l'exposition L'invention du Passé. Histoires de cœur et d'épée 1802-1850.

## Description
Le tableau est une huile sur toile de 80 sur 92 centimètres. Il représente la vision des enfants d'Édouard IV, les Princes de la Tour (le jeune roi Édouard V et son frère Richard), observés endormis par les deux assassins (Dighton et Forrest) qui s'apprêtent à les étouffer, tel que Shakespeare le décrit dans Richard III.